# Leptotila cassinii
Leptotila cassinii е вид птица от семейство Гълъбови (Columbidae).

## Разпространение
Видът е разпространен в Белиз, Гватемала, Колумбия, Коста Рика, Мексико, Никарагуа, Панама и Хондурас.